# ハンス・フォン・ハイエク
ハンス・フォン・ハイエク（Hans von Hayek、1869年12月19日 - 1940年1月12日）はオーストリア生まれの画家である。主にミュンヘンやその近くのダッハウで活動した。

## 略歴
ウィーンで生まれた。1891年にウィーンの工芸学校(Wiener Kunstgewerbeschule.:後のウィーン応用美術大学)で短期間学んだ後、その年のうちにミュンヘンに移り、歴史画家のガブリエル・フォン・ハックル（Gabriel von Hackl）ヴィルヘルム・リンデンシュミット(Wilhelm Lindenschmit d.J.)、カール・マール(Carl von Marr)らに学んだ。家畜のいる風景画を得意とするハインリヒ・フォン・ツューゲルと知り合い強い影響を受けた。
ミュンヘンでの修業を終えると、バイエルンのフュルステンフェルトブルック郡の村、オルヒングに滞在した後、1900年に多くに画家が活動していたダッハウに移り、美術学校を始めた。戸外での写生を中心にする指導は好評で、多くの学生を集め、この学校は1915年まで開かれていた。ここで学んだ学生には、ヒューゴー・ハッツラー、ヘルマン・シュテンナー、アンナ・クライン、カール・オロフ・ペーターセンらがいた。学生の一人だったカール・ティーマンは回想録で、多くの学生が戸外で絵を描くため、地元の農民が、草が踏み荒らされ、絵の具のかすを残すことにしばしば文句を言ってきたと書いている。安定した収入を得て、ヨーロッパの西部や北部へ写生旅行をした。
「ミュンヘン分離派」のメンバーになり、1904年にミュンヘンの考古学博物館(Staatliche で開かれた第10回の展覧会の運営に参加し、ドイツ芸術家協会(Deutscher Künstlerbund)の第1回の展覧会にも出展した。1908年にドイツ国籍を得た。
第一次世界大戦中は戦争画家として、戦場に派遣された。戦争が終わった後、ミュンヘンに戻った。インドネシア、インド、スリランカなどへ旅した。
多くの作品をの残し、第二次世界大戦で失われた作品もあるが、多くの作品がダッハウ絵画館(Gemäldegalerie Dachau)に残されている。

## 作品

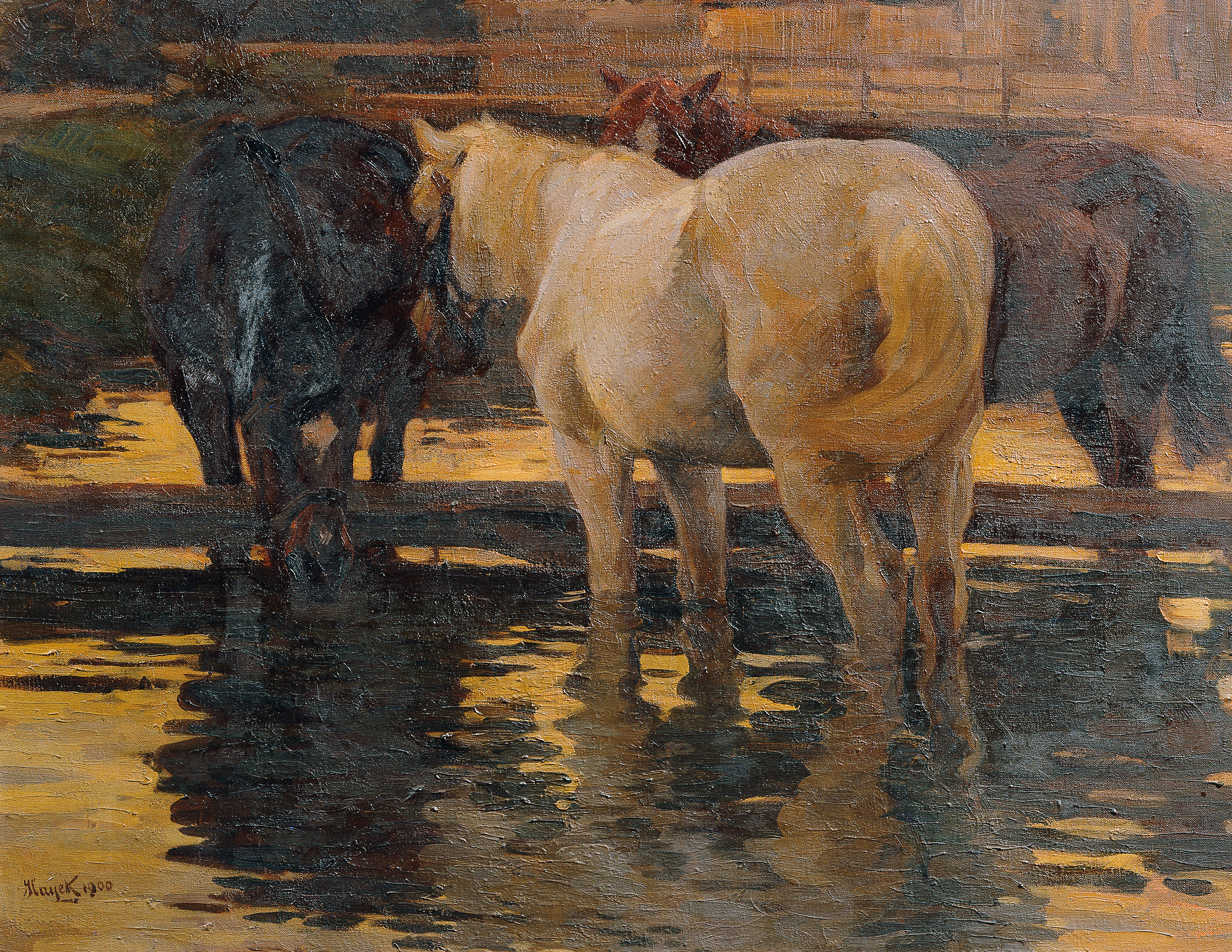
水辺の馬(1900)
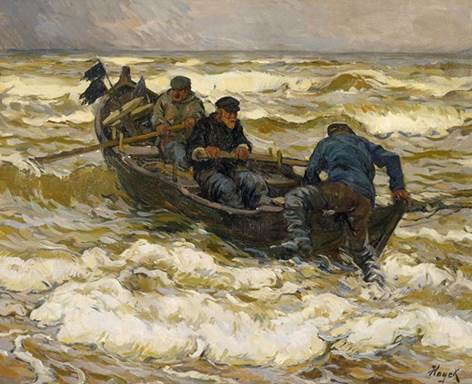
漁師
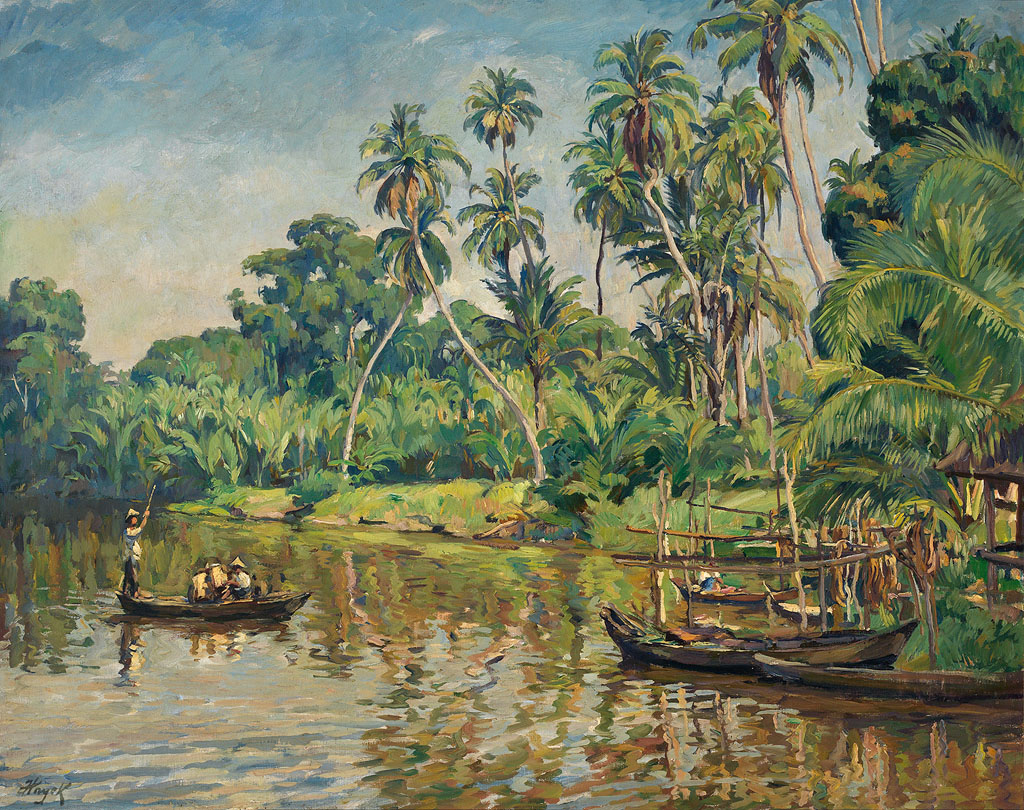
スマトラの川の風景 (c.1930)